# شهرستان مرتوک
شهرستان مرتوک (به قزاقی: Мәртөк ауданы، مارتوك اۋدانى)  یک منطقهٔ مسکونی در قزاقستان است که در استان آق‌تپه واقع شده‌است. شهرستان مرتوک ۲۹۶۴۷ نفر جمعیت دارد.